# برنامه‌ریزی اقتصادی
برنامه‌ریزی اقتصادی سازوکار تخصیص منابعی است که در تضاد با سازوکار بازار قرار دارد. برنامه‌ریزی مرکزی، به عنوان سازوکاری هماهنگ‌کننده برای سوسیالیسم، جایگزین بازار عاملی می‌شود و به عنوان نوعی تخصیص منابع مستقیم تعریف می‌شود؛ این در تضاد با تخصیص غیرمستقیم منابع توسط بازار قرار می‌گیرد. گونه‌های متنوعی از رویه‌های برنامه‌ریزی و اشکال برنامه‌ریزی می‌تواند به وقوع بپیوندد.